# Palazzo di Prospero Visconti
Il Palazzo di Prospero Visconti è un palazzo cinquecentesco di Milano. Storicamente appartenuto al sestiere di Porta Ticinese, si trova in via Lanzone 2, nell'antica contrada del Torchio n. 2.919.

## Storia e descrizione
Il palazzo fu costruito tra il 1589 e il 1591 su progetto di Giuseppe Meda con la collaborazione di Pellegrino Tibaldi.
Colpito duramente dai bombardamenti della seconda guerra mondiale, della fabbrica originale rimane solo la facciata, racchiusa tra lesene in bugnato: il palazzo è centrato sul portale in bugnato, tipico dell'architettura tardorinascimentale lombarda, sovrastato dallo stemma visconteo e dal balcone del piano nobile; le finestre presentano timpani triangolari semplici. Al piano superiore si notano i frontoni delle finestre curvilinee con scolpiti i busti della famiglia Visconti di Milano e di Filippo II e Filippo III di Spagna.